# Mega Man X4
Mega Man X4, в Японии выпущенная под названием Rockman X4 (яп. ロックマンX4 роккуман эккусу 4) — видеоигра, разработанная компанией Capcom. Это четвёртая игра в серии Mega Man X и вторая игра серии, которая была выпущена на приставках Sega Saturn и PlayStation. Обе этих версии для двух платформ были выпущены одновременно в Японии 1 августа 1997 года. В Северной Америке игра была выпущена спустя некоторое время, в то время как в Европе была выпущена только версия для PlayStation 13 октября 1997 года.

## История
Помимо консольных версий, игра была выпущена на PC (для Windows) в разных странах в 1998 и 1999 годах и на японских мобильных телефонах в 2011 году и 2012 году; версия игры для Windows получила значительно более низкие оценки критиков. Она была также включена в Mega Man X Collection — сборник, выпущенный в Северной Америке для приставок Nintendo GameCube и PlayStation 2 в 2006 году, а также в Mega Man X Legacy Collection для Nintendo Switch, PlayStation 4, Xbox One и PC.

## Сюжет
Действие серии игр Mega Man X происходит в XXII веке; футуристический мир будущего населён людьми и разумными роботами, называемыми «реплоидами». Военизированное подразделение «Maverick Hunters» («Охотники на мавериков») используется для подавления восстания «мавериков» — опасных и неконтролируемых реплоидов. В Mega Man X4 действует два таких охотника, сам Мега Мен X и Зеро (Zero), принимающих участие в конфликте между «охотниками» и армией мятежных реплоидов, именуемой «Repliforce». По жанру Mega Man X4 является action-платформером, игровой процесс в котором идентичен другим играм серии. Игрок должен пройти последовательность из восьми уровней в любом порядке, сражаясь с врагами, собирая бонусы и зарабатывая очки для получения специального оружия, с помощью которого можно будет уничтожить босса данного уровня. В отличие от предыдущих игр серии, Mega Man X4 позволяет игроку сделать выбор между двумя главными героями в начале игры, поскольку играть можно за каждого из них (в отличие от предыдущей игры Mega Man X3): Мега Мен X использует традиционные для серии атаки с дальнего расстояния, тогда как Зеро предпочитает ближний бой с помощью своего меча.

## Реакция критики
Критиками игра Mega Man X4 была принята в целом положительно. Рецензенты высоко оценили возможность играть за Мега Мена или Зеро — возможность, которую многие нашли увеличивающей интерес к уже «приевшейся» формуле игрового процесса в играх франшизы Mega Man X. Другими критиками, однако, было высказано мнение, что двумерный сайд-скроллинговый игровой процесс устарел задолго до выхода игры, хотя некоторые трёхмерные графические эффекты были оценены высоко. Журнал Electronic Gaming Monthly поставил игру на 78-е место в своём списке «100 лучших игр всех времён», опубликованном в 100-м выпуске журнала в 1997 году.